# São Brás de Alportel
Pour les articles homonymes, voir São Brás.
São Brás de Alportel (en arabe : ﺲﺮﺒﻨﺷ Šanbras) est une municipalité (en portugais : concelho ou município) du Portugal, située dans le district de Faro et la région de l'Algarve.

## Géographie
São Brás de Alportel est limitrophe :
- au nord et à l'ouest, de Tavira,
- au nord-ouest, d'Olhão,
- au nord, de Faro,
- à l'est, de Loulé.

## Démographie
| 1920   | 1930   | 1960  | 1981  | 1991  | 2001   | 2004   | 2011   |
| ------ | ------ | ----- | ----- | ----- | ------ | ------ | ------ |
| 11 399 | 10 291 | 9 058 | 7 506 | 7 526 | 10 032 | 11 205 | 10 662 |

## Subdivisions
La municipalité de São Brás de Alportel est l'une des cinq municipalités du Portugal à ne pas être subdivisée en paroisses (en portugais : freguesias) et à se confondre avec la freguesia du même nom.